# The Suicide Commandos
The Suicide Commandos, ou simplement Suicide Commandos, est un groupe de punk rock américain, originaire de Minneapolis, dans le Minnesota. Il est formé en 1975 et séparé en 1979. Plus tard, le groupe jouera occasionnellement jusqu'à la sortie d'un nouvel album studio, Time Bomb en 2017.

## Biographie
Le groupe est formé en 1975 et publie deux EP 7" sur un label indépendant en 1976 et 1977, avant de signer avec le label Blank Records (une branche de Mercury Records) en 1977. Leur premier album studio, Make a Record est enregistré et publié en 1978, et plus tard réédité par Mercury Records en format CD en 1996, puis par Island/Def Jam sur iTunes en 2007. Un album live, The Suicide Commandos Commit Suicide Dance Concert est publié par Twin/Tone Records en 1979, qui comprend leur dernier concert avant leur séparation en 1979. Seuls un millier d'exemplaires sont édités. En 2000, il est réédité sur CD par Garage d'or Records. Le vinyle original comprend 19 chansons, et la version rééditée sur CD en comprend 32. 
Leur chanson Complicated Fun est utilisée pour les publicités liées aux produits Xbox et PlayStation en 2003 et 2004. Le groupe jouera au Minnesota State Fair en 2007. Le 17 janvier 2009, les Suicide Commandos jouent un concert pour Nick & Eddie à Minneapolis. Le 29 janvier 2012, le groupe joue pour la radio The Current (89.3 FM). En 2016, les Commandos enregistrent leur premier album studio en 38 ans. Time Bomb est enregistré par Kevin Bowe au Master Mix, de Minneapolis, mixé par Mitch Easter au Fidelitorium, de Kernersville, et masterisé par Bruce Templeton au Microphonic Mastering, de Minneapolis. La treizième chanson, If I Can't Make You Love Me, est coécrite par le groupe. L'album est publié en mai 2017 au label Twin/Tone Records,,.

## Membres
- Steve Almaas - basse, chant
- Dave Ahl - batterie, chant
- Chris Osgood - guitare, chant

## Discographie
- 1977 : Make a Record
- 1979 : The Commandos Commit Suicide Dance Concert
- 1979 : The Legendary KQRS Concert 1976 (album live)
- 2017 : Time Bomb